# 노성로 (논산시)
노성로(Noseong-ro)는 충청남도 논산시 노성면에서 논산시 상월면을 잇는 도로이다.

## 주요 경유지
충청남도
- 논산시 (노성면, 상월면)

## 노선
| 이름         | 접속 노선                   | 소재지 | 소재지 | 비고 |
| ------------ | --------------------------- | ------ | ------ | ---- |
| 장마루삼거리 | 지방도 제643호선 (장마루로) | 논산시 | 노성면 |      |
| 원고개       |                             | 논산시 | 노성면 |      |
| 병사교       |                             | 논산시 | 노성면 |      |
| (이름없음)   | 명재로                      | 논산시 | 노성면 |      |
| 구렁말고개   |                             | 논산시 | 노성면 |      |
| 송당교       |                             | 논산시 | 노성면 |      |
| 노성 교차로  | 국도 제23호선 (득안대로)    | 논산시 | 상월면 |      |
| (이름없음)   | 백일헌로                    | 논산시 | 상월면 |      |

## 주요 시설및 건물
- 장마루보건진료소 (노성로 22/죽림리 347-1)
- 논산노성우편취급국 (노성로 553/읍내리 229)
- CU 논산노성점 (노성로 557/읍내리 223-2)